# Дренаж

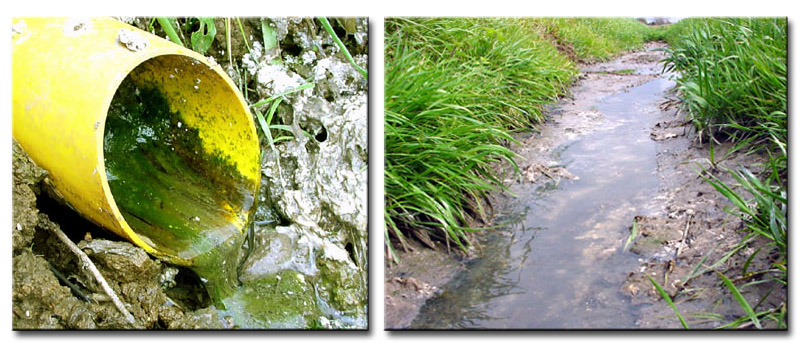
Дренажная труба и дренажная канава

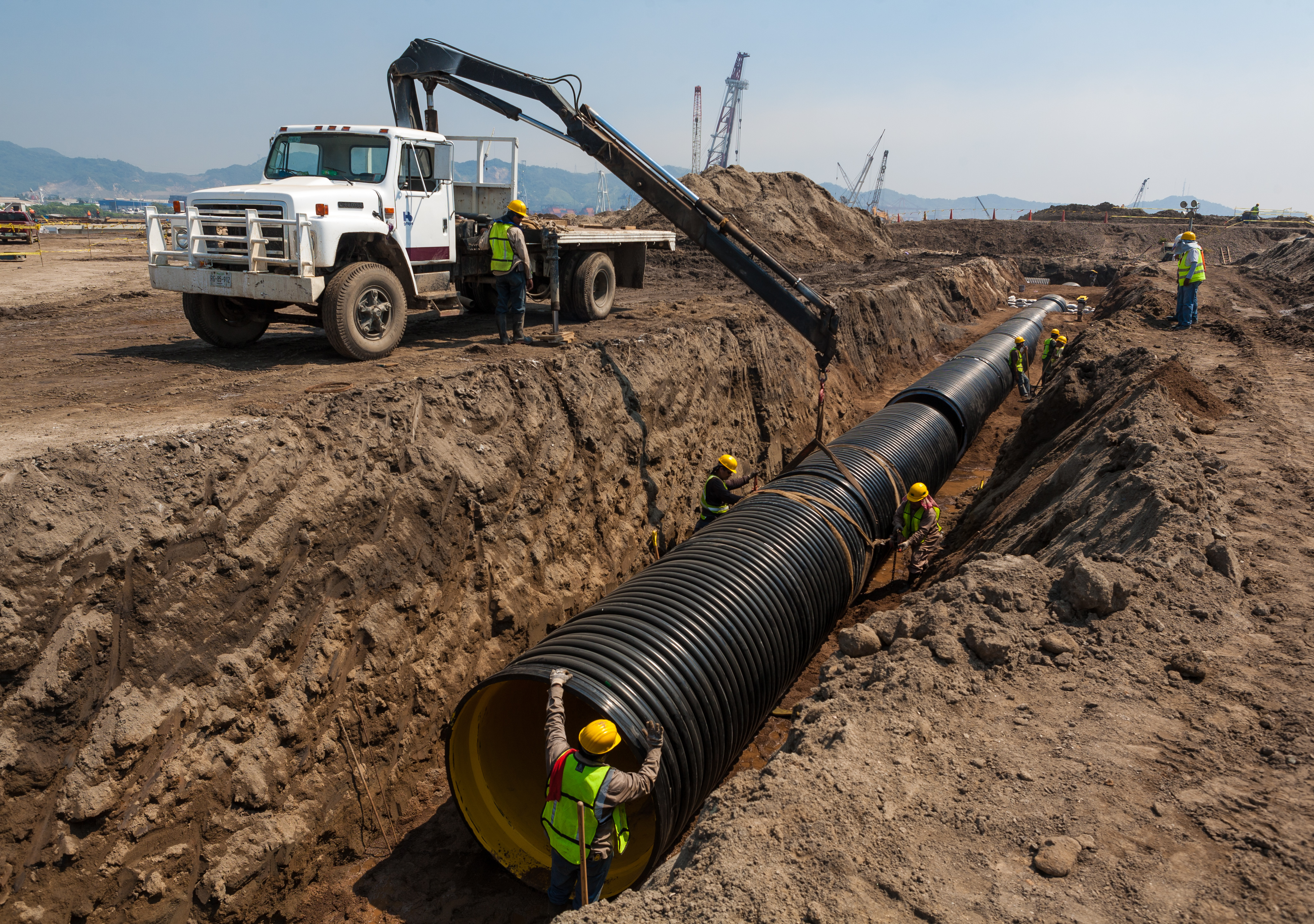
Монтаж труб из полиэтилена высокого давления в ливневой канализации, Мексика.

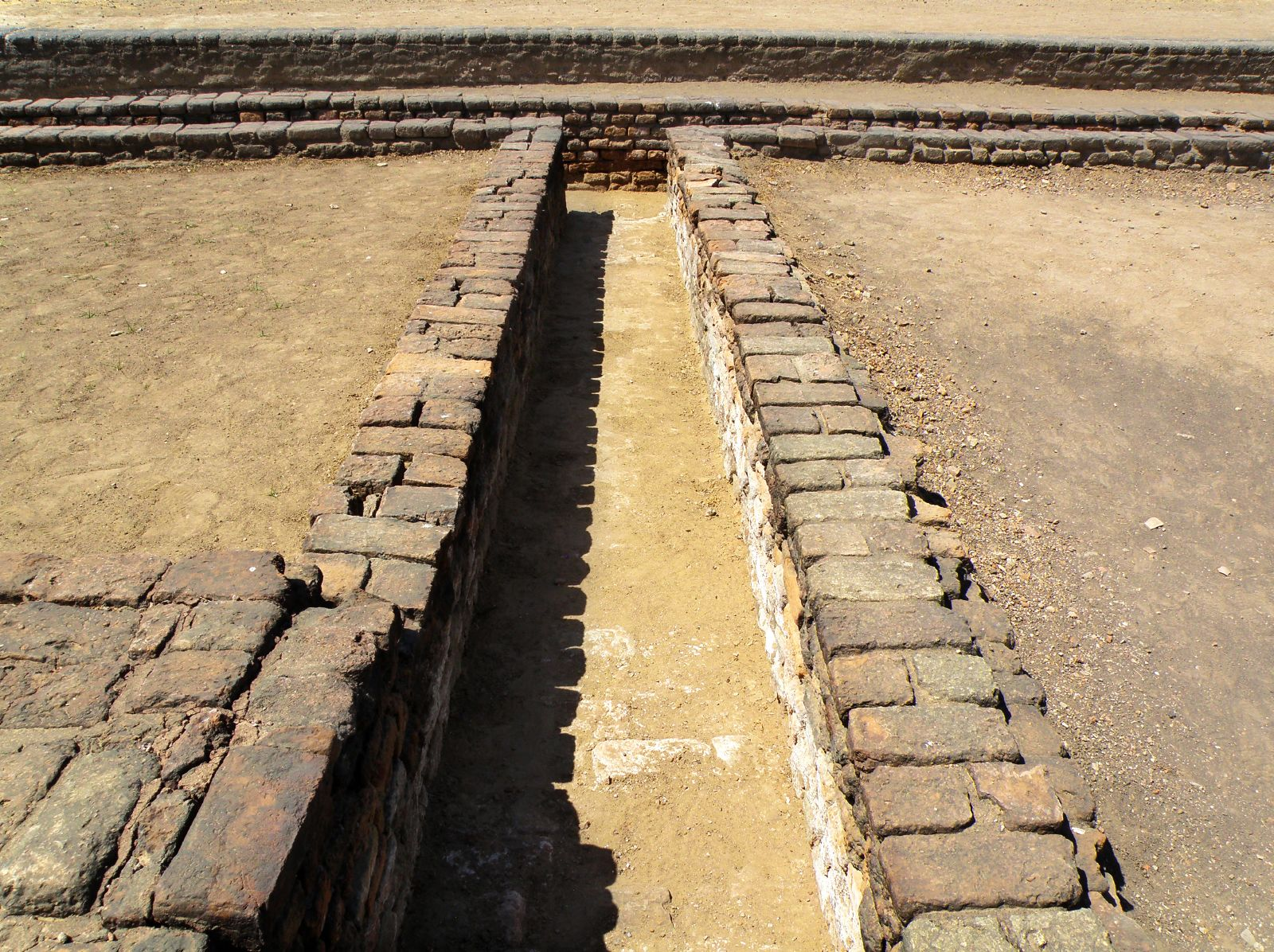
Остатки водостока в Лотхале около 3000 г. до н. э.

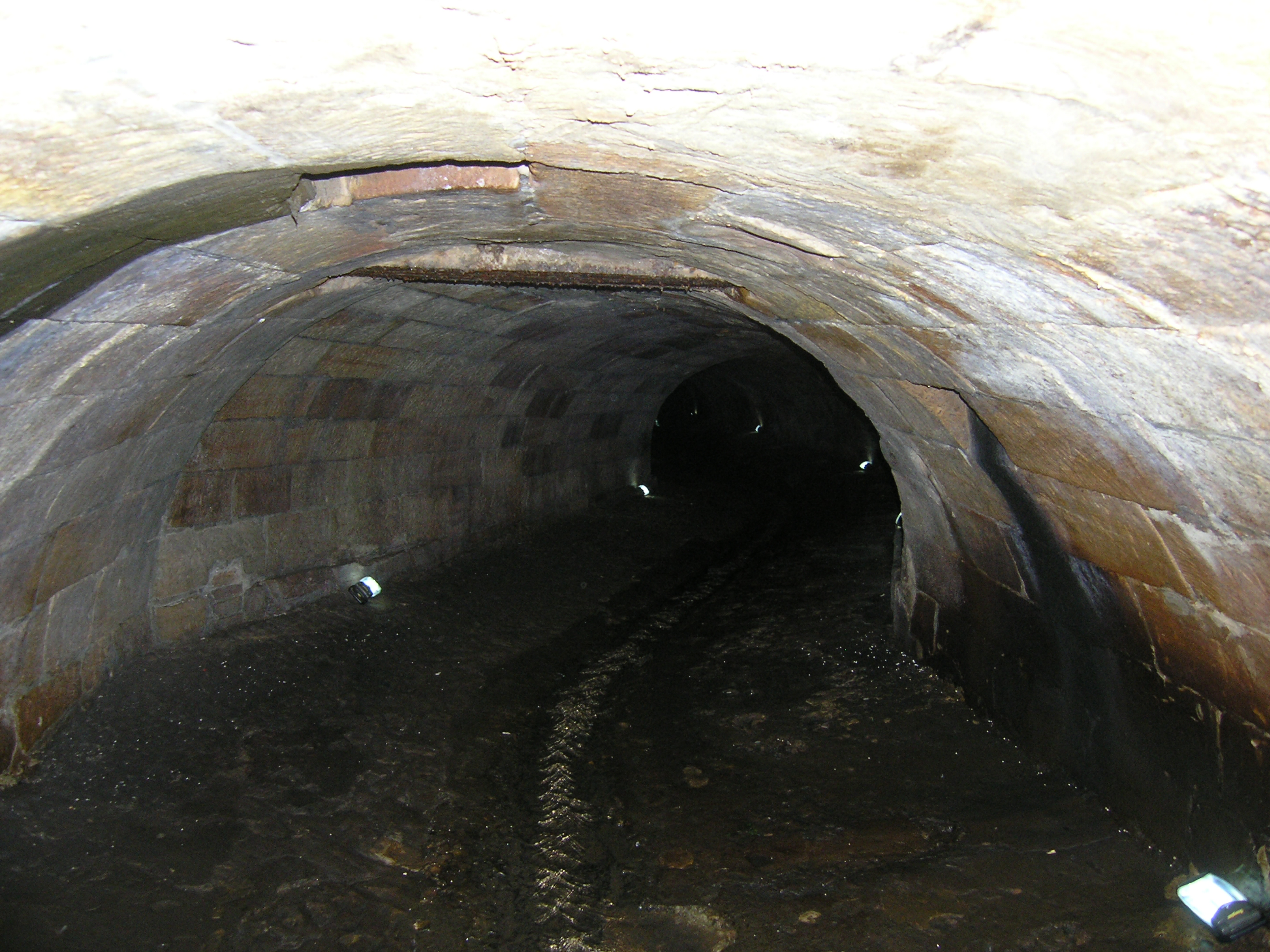
Тэнк-стрим, исторический водосток в Сиднее.

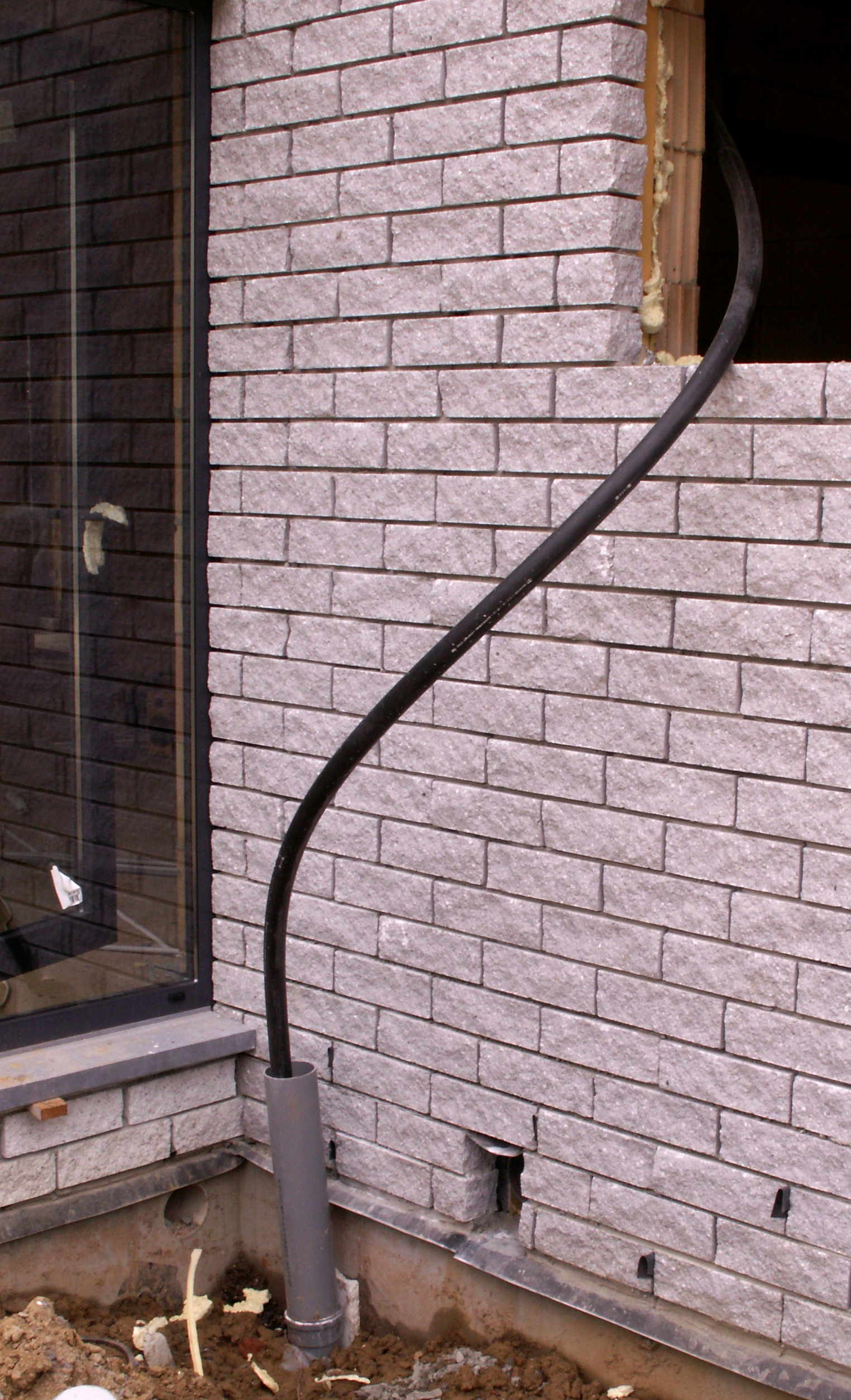
Гибкая дренажная труба из пластика (ПВХ), используемая для отвода воды с крыши жилого дома или здания.

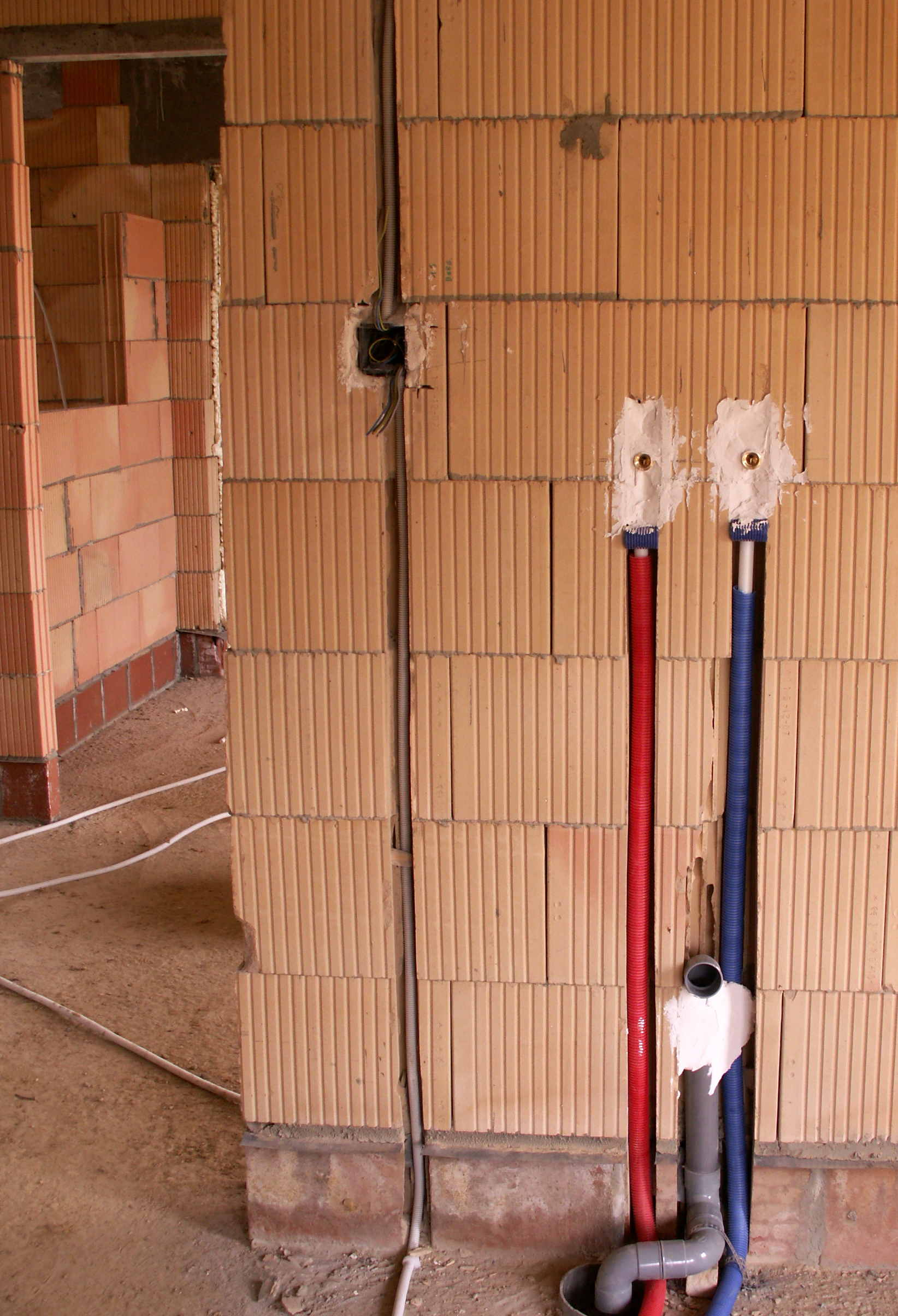
Трубопровод для раковины

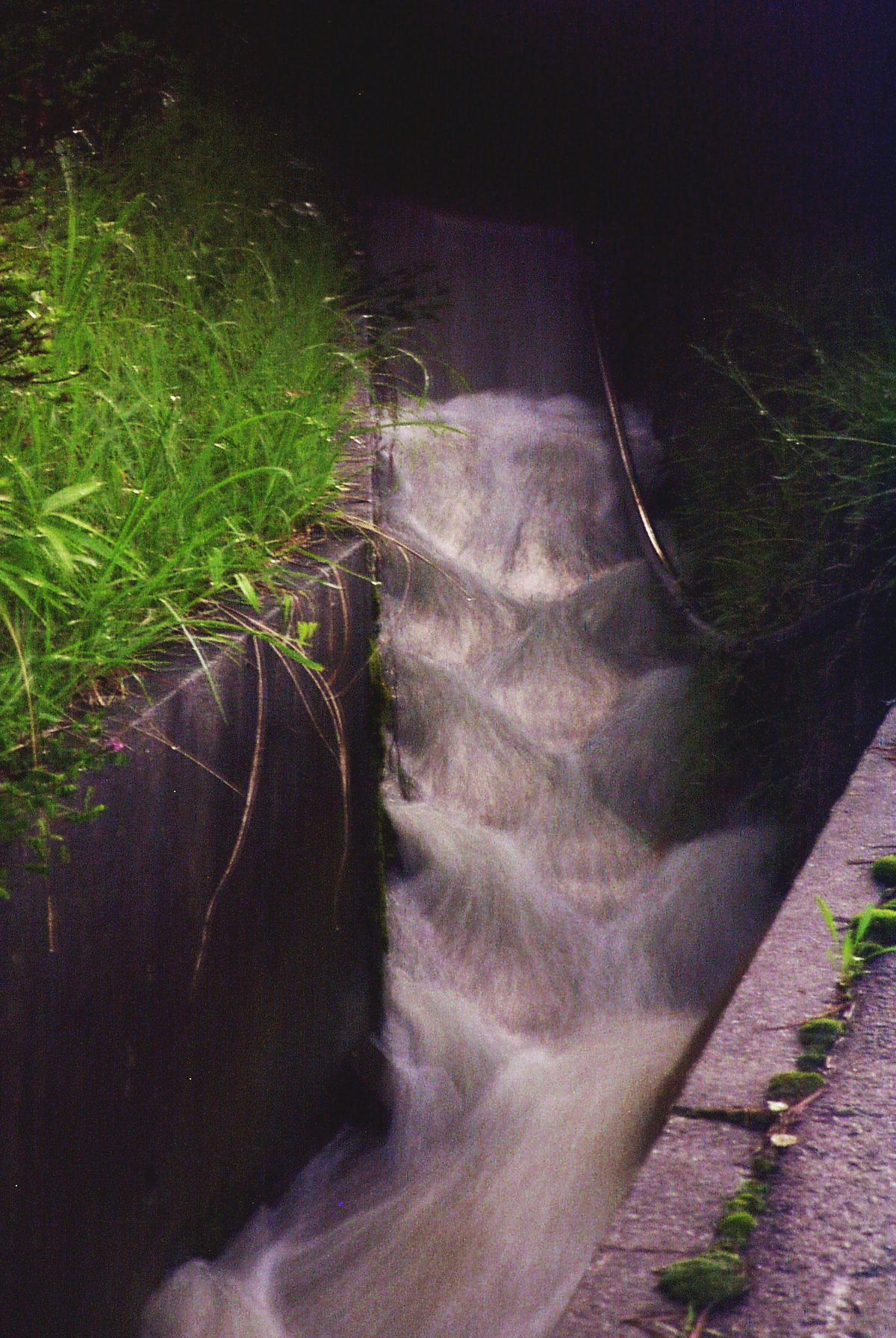
Сельскохозяйственный дренажный канал за пределами Магоме, Япония, после сильного дождя. Обратите внимание, что выступы создают турбулентность, предотвращающую оседание осадка в канале.

Дрена́ж (фр. drainage) — естественное либо искусственное удаление воды с поверхности земли либо подземных вод. Земля часто нуждается в отводе грунтовых либо ливневых вод для улучшения агротехники, строительства зданий и сооружений.
Дренаж (в строительстве) — метод сбора и отвода грунтовых вод от участка и сооружений с помощью системы дренажных труб, скважин, каналов, подземных галерей и других устройств.
Дренаж (в технике) — устройство или система для отвода (сброса) скапливающейся во внутренних полостях жидкости (дождевой воды, излишнего топлива, масел и т. п., при выпадении атмосферных осадков или при возникновении протечек при нарушениях герметичности) наружу за пределы устройства, узла или изделия, с целью предотвращения повреждений и разрушений устройства. В простейшем случае представляет собой просто отверстие в нижней части (дренажное отверстие).
Дренаж (в авиации) — сообщение закрытых баков с атмосферой для предотвращения их деформации атмосферным давлением при колебаниях уровня жидкости. Как правило, воздухозаборник дренажа расположен со стороны полёта и бак наддувается скоростным напором, а в самом баке имеется поплавковый клапан, закрывающий дренаж при заполнении бака, чтобы предотвратить выброс жидкости через дренаж.
Дренаж (в растениеводстве и цветоводстве закрытого грунта) — водопроницаемый материал, который насыпают на дно ёмкости для выращивания растений для быстрого отведения избытка воды при поливе. Используют керамические черепки, крупнозернистый песок, мелкую гальку, мелкие фракции керамзита и другие инертные материалы.
Дрени́рование (в медицине) — способ создания с помощью дренажей постоянного оттока содержимого из полости раны либо полого органа, естественная эвакуация содержимого из которого нарушена вследствие болезни либо травмы.
- Клапанный дренаж — процедура, применяемая при эвакуации экссудата из плевральной полости (сифонное дренирование), целью которого состоит избежание всасывания в полость воздуха и жидкости.
- Аспирационное дренирование — применяется при лечении гнойных хирургических заболеваний.
- Интубация кишечника — дренирование тонкой кишки, проводится с целью разгрузки её от скопившегося токсического застойного содержания (например, при непроходимости кишечника).

## Задачи
Дренаж применяется с целью защиты от проникновения воды в сооружения, сохранения и упрочнения оснований здания, снижения фильтрационного давления на конструкцию. Также дренаж необходим для поддержания площадок и дорог участка в сухом состоянии, предотвращения загнивания корневой системы высаженных растений, защиты фундамента и подвальных помещений от избыточной влаги. Локальные дренажные системы применяются в тех случаях, когда общее понижение уровня грунтовых вод на территории застройки не может дать необходимого эффекта или экономически не оправдано.
Для устройства дренажа разрабатывается проект дренажной системы. В соответствии с ним определяется место расположения дрен, глубина их залегания, уклоны, устройство каналов, подбор комплектующих изделий и материалов.
В зависимости от уровня залегания грунтовых вод, приводящих к увлажнению территории, может быть выполнен дренаж поверхности участка (поверхностный дренаж) или глубинный дренаж.

## Основные виды

### Пластовый дренаж
Пластовая дренажная система укладывается в основании защищаемого сооружения непосредственно на водоносный грунт. При этом она гидравлически связана с трубчатой дреной (подземный искусственный водоток для сбора и отвода грунтовых вод), расположенной с наружной стороны фундамента на расстоянии не менее 0,7 метра от плоскости стены здания. Пластовая дренажная система защищает сооружение как от подтопления грунтовыми водами, так и от увлажнения капиллярной влагой. Пластовый дренаж широко применяется при строительстве подземных сооружений, возводимых на слабопроницаемых грунтах, а также при дренировании «горячих» цехов трасс теплосети и дымоходов (попадание влаги в которые, даже в капиллярном виде, недопустимо).

### Пристенный дренаж
Пристенная дренажная система состоит из дренажных труб (с фильтрующей обсыпкой), уложенных на водоупорный грунт с наружной стороны сооружения. Пристенный дренаж применяется, как правило, в тех случаях, когда основание сооружения находится на водоупорном грунте.

### Кольцевой дренаж
Кольцевая дренажная система располагается по контуру защищаемого здания или участка. Действие кольцевого дренажа основано на понижении уровня грунтовых вод внутри защищаемого контура, что обеспечивает защиту от подтопления подземных сооружений и частей зданий. Глубина этого понижения зависит от заглубления труб, галерей или фильтрующей части скважин относительно зеркала грунтовых вод, а также от размеров защищаемого контура. Кольцевые дрены располагаются на некотором удалении от сооружения, благодаря этому они могут быть установлены уже после его возведения. В этом отношении кольцевой дренаж выгодно отличается от пластового, который может быть установлен только одновременно со строительством сооружения.

## Типы дренажа по конструктивным особенностям

### Горизонтальный дренаж
Горизонтальный дренаж представляет собой систему трубчатых или галерейных дрен, канав и лотков. Трубчатые дрены — сочетание дренажных труб с одним или несколькими слоями фильтрующей обсыпки. Эти слои устраиваются для того, чтобы избежать заклинивания труб частицами осушаемого грунта. Для надзора за трубчатыми дренами сооружаются смотровые колодцы. Галерейные дрены — это трубы с большим поперечным сечением с отверстиями для приема воды и обсыпкой. Канавы применяют, главным образом, в небольших поселках, где допустимо поддерживать уровень грунтовых вод на глубине до 1,5 метров. В устойчивых грунтах канавы выполняются, как правило, в виде траншей с откосами, а в неустойчивых — конструкций из сборного железобетона.

### Вертикальный дренаж
Вертикальный дренаж — система скважин, объединенных коллектором, через который вода откачивается насосным агрегатом или отдельным насосом на каждой скважине.

### Комбинированный дренаж
Комбинированный дренаж — сочетание дрены и ряда самоизливающихся скважин.
— сочетает в себе совокупность вертикальных и горизонтальных дренажей при устройстве сложных систем водоотвода.

### Дренаж гидротехнических сооружений (плотины, шлюзы и другое)
Дренажные системы устанавливают, обычно, в низовой части гидротехнических сооружений. В земляных плотинах дренаж выполняют в виде различных устройств, например, таких, как:
- дренажная призма в низовом откосе;
- дренажный тюфяк внутри плотины;
- ленточный и трубчатый дренажи в её основании.

В бетонных плотинах, возведённых на скальном основании, дренаж представляет собой систему вертикальных дрен, впадающих в продольные галереи; из них вода выводится в нижний бьеф. В бетонных плотинах на нескальном основании применяется дренаж с использованием обратных фильтров.